# عبد الرزاق أبو داود
عبد الرزاق أبو داود، (22 أغسطس 1948 -) هو لاعب كرة قدم سعودي سابق.

## حياته ونشأته
هو عبد الرزاق بن سليمان بن أحمد بن سليمان بن داود بن علي بن خضر الحضيري أبو داود، وُلد في 22/ 9 / 1368هـ، في مدينة جدة غرب السعودية.
وهو شخصية رياضية سعودية معروفة، ويملك تاريخ كبير وحافل كلاعب وإداري، وتقلد الكثير من المناصب الرياضية وغير الرياضية.
وعبد الرزاق أيضاً من عائلة رياضية، شقيقه الأكبر أحمد أبوداود كان يلعب بالاهلي، وأبناء شقيقه باسم أبو داود وحسام أبو داود كان يلعبان كرة القدم أيضاً مع النادي الأهلي.
عبد الرزاق متزوج ولديه ولدين وبنتين، ويعمل أستاذ في كلية الآداب والعلوم الإنسانية، بجامعة الملك عبد العزيز.
اشرف على عدد 8 رسائل ماجستير ودكتوراه، وعضو في العديد من اللجان العلمية في الجامعة وخارجها، كما شارك في عدد من الندوات والمؤتمرات واللقاءات العلمية وورش العمل في الداخل والخارج.
له الكثير من الأبحاث والدراسات والمقالات والأوراق العلمية، كما لديه سبعة كتب من بينها كتاب يحمل اسم «موسوعة تاريخ النادي الأهلي الرياضي بجدة».
وله انشطة صحفية حيث عمل كاتب وناقد رياضي في جريدة المدينة، وأيضا مجلة النادي، ومجلة عالم الرياضة، وصحيفة الرياض، وصحيفة البلاد، وصحيفة عكاظ، ويعمل حالياً كمحلل فني عبر القناة الرياضية السعودية.

## مسيرته الكروية
بدأ عبد الرزاق أبو داود مسيرته الكروية كمدافع في فريق الناشئين بنادي الهلال البحري بجدة (1382هـ) وتدرج معه حتى وصل للفريق الأول، وفي عام 1386 انتقل لصفوف النادي الأهلي.
وهو لاعب موهوب ومميز، بدليل أنه تقلد شارة الكابتنية بعد عام من انتقاله للاهلي وذلك في موسم 1386هـ وحتى وقت اعتزاله عام 1398هـ.
وبين الـ13 عام تلك حقق أبو داود الكثير من البطولات والتي وصلت لـ15 بطولة، ويعد هو أكثر لاعب سعودي يتوج بلقب كأس الملك وذلك بواقع ست مرات.
ولعب ابوداود للمنتخب السعودي الأول وتقلد معه شارة الكابتنية، كما حقق معه وصافة كأس الخليج بالرياض عام 92هـ.

## اعتزاله
لم يهجر عبد الرزاق كرة القدم بعد اعتزاله اللعب عام 1398هـ حيث انتقل للعمل الإداري بالنادي الأهلي، وأصبح مديراً للكرة عام 1402 قبل أن يعمل أيضاً في نفس العام كنائب للرئيس.
في عام 1404هـ أصبح عبد الرزاق أبو داود رئيساً للنادي الاهلي وحتى عام 1406هـ الذي شهد ابتعاده عن العمل في الاهلي، ولكنه عاد بعد ثلاث سنوات ليعمل كنائب للرئيس وكمشرف عام على فريق كرة القدم حتى عام 1411هـ.
وبعد طول غياب عاد أبو داود للمشهد الأهلاوي كرئيس للنادي الاهلاوي عام 1424 ولكنه لم يستمر طويلاً حيث أعلن استقاله، محتفظاً حتى 1434 بدوره كعضو شرف داعم للفريق الاهلاوي.
وبجانب مسيرته الحافلة مع الاهلي ادارياً، فهو عمل في الاتحاد السعودي لكرة القدم، وانتخب في عام 1434هـ كعضو في مجلس إدارة الاتحاد السعودي وعضو المكتب التنفيذي فيه.

## اسهاماته كلاعب
- مع المنتخب:
- الميدالية الفضية والمركز الثاني في بطولة دورة الخليج الثانية بالرياض،1392هـ.
- المركز الثاني في تصفيات كأس العالم لغرب آسيا ببغداد،1394هـ.
- الميدالية الذهبية في أسبوع الصداقة الرياضية السعودية التونسية بالرياض،1391هـ.

- مع الأهلي
- الميدالية الذهبية وبطولة الدوري العام لكرة القدم السعودي على مستوى المناطق،1388هـ.
- درع الدوري العام على بطولة المملكة، 1389هـ.
- الميدالية الذهبية وكأس الملك لكرة القدم، 1389هـ.
- الميدالية الذهبية وكأس دوري جلالة الملك لكرة القدم، 1390هـ.
- الميدالية الذهبية وكاس دوري جلالة الملك لكرة القدم، 1391هـ.
- الميدالية الذهبية وكأس المصيف، 1394هـ.
- الميدالية الذهبية وكأس دوري جلالة الملك لكرة القدم، 1392هـ.
- الميدالية الذهبية وكأس الملك لكرة القدم، 1397هـ.
- الميدالية الذهبية وكأس الملك لكرة القدم، 1398هـ.
- الميدالية الذهبية وكأس ولي العهد، 1390هـ.
- الميدالية الذهبية ودرع الدوري الممتاز لكرة القدم، 1398هـ.
- الميدالية الذهبية وكأس المصيف، 1386هـ.

- مع منتخب الغربية:
- الميدالية الذهبية وكأس ولي العهد 1387هـ مع منتخب الغربية.
- الميدالية الذهبية وكأس ولي العهد 1388هـ مع منتخب الغربية.
- الميدالية الذهبية وبطولة منتخبات المناطق، 1391هـ.

## اسهاماته الادارية مع الأهلي
- الميدالية الذهبية وبطولة كأس الملك لكرة القدم، 1403هـ.
- الميدالية الذهبية وبطولة الدوري العام لكرة القدم،1404هـ.
- الميدالية الذهبية وكأس الخليج العربي للأندية أبطال الدوري، 1405هـ.
- درع بطولة الدوري الممتاز لكرة الطائرة،1405ه.
- بطولة درع بطولة الدوري الممتاز لكرة اليد،1404هـ.
- بطولة كأس الخليج لكرة اليد، 1403هـ.
- الميدالية الفضية - المركز الثاني في الدوري العام لكرة القدم، 1410هـ.
- الميدالية الفضية - المركز الثاني في كأس الاتحاد السعودي لكرة القدم،1410هـ.
- الميدالية الفضية - المركز الثاني في كأس الاتحاد السعودي لكرة القدم، 1409هـ.
- الميدالية البرونزية والمركز الثالث في الدوري العام لكرة القدم، 1409هـ.
- الميدالية الذهبية والمركز الأول في بطولة المملكة للشباب في كرة القدم،1410هـ.
- الميدالية الذهبية والمركز الأول في بطولة المنطقة الغربية للشباب في كرة القدم،1404هـ.
- الميدالية الذهبية والمركز الأول في بطولة المنطقة الغربية للشباب في كرة القدم،1405هـ.
- الميدالية الذهبية والمركز الأول في بطولة المنطقة الغربية للأشبال في كرة القدم،1405هـ.
- كأس بطولة الاندية العربية الأولى لكرة القدم المقامة بمدينة جدة،1423ه والميدالية الذهبية.
- الميدالية الفضية والمركز الثاني في مسابقة دوري خادم الحرمين لكرة القدم لعام 1423هـ.
- الميدالية الفضية والمركز الثاني في مسابقة كأس ولي العهد لكرة القدم لعام 1423هـ.
- كأس بطولة المملكة للاندية لدرجة الشباب ممتاز لكرة القدم والميدالية الذهبية.
- كأس بطولة المملكة للاندية لدرجة للناشئين ممتاز لكرة القدم والميدالية الذهبية.
- درع الدوري الممتازلكرة اليد والميدالية الذهبية بلمملكة لعام 1423هـ.
- كأس البطولة الخليجية لكرة اليد والميدالية الذهبية لعام 1423هـ.
- بطولة المنطقة الغربية للناشئين.
- درع الدوري الممتاز لكرة الطائرة بالمملكة والميدالية الذهبية لعام 1423هـ.
- بطولة وكاس الاندية العربية لكرة الماء والميدالية الذهبية.
- درع الدوري الممتاز لكرة الماء والميدالية الذهبية لعام 1423هـ.
- بطولة وكاس المملكة لدرجة الشباب في كرة الماء لعام 1423هـ.
- بطولة وكأس المملكة لدرجة الناشئين في كرة الماء لعام 1423هـ.
- كأس البطولة الخليجية السابعة عشرة لكرة الطاولة لعام 1423هـ.
- كأس بطولة النخبة لكرة الطاولة لعام 1423هـ.
- بطولة المنطقة الغربية لدرجة الشباب في كرة الطاولة لعام 1423هـ.
- بطولة المنطقة الغربية لدرجة الناشئين في كرة الطاولة لعام 1423هـ.
- بطولة المنطقة الغربية الثقافية لعام 1423هـ.